# Meets Regional
Meets Regional（ミーツ リージョナル）は、京阪神エルマガジン社から出版されている雑誌。

## 概要
1989年創刊。創刊当初は街の動きやファッションやカルチャーなど様々な情報が掲載されていた。それが飲食店の情報に寄った内容にシフトして行く。2020年の時点では基本的にはエリア特集と、カレーやラーメンなどの流行の単品特集の2つになっている。これに時折ファッションや書店の企画が入ることがある。特に酒場のことが掲載されている。
2021年の時点でこれまでに取材してきた店舗は約3万6千件で、取材をしてきた人数は約36万人にまでなる。ページ作りは酒場で日々交わされる乾杯のシーンを軸として、街単位で物語を作る読み物や、俳優の窪塚洋介などに来ていただいて街で飲み歩いていただくなど。特集のテーマに合わせたタレントを起用しており、卵ならば浅野忠信やSUMIREなどを起用して料理の写真を掲載するなどをする。
2022年には大阪市と食品ロスの削減を進めていくための協定を結ぶ。この協定により互いに連携して食品廃棄物の削減に向けて取り組む。紙面には大阪市が実施する食べ残しゼロの推進に関する施策やイベントの記事が掲載されるようになる。
読者の男女比は50%ずつで同じほど。読者の年齢層は20代から40代ほどまでと幅広い。読者のうちの定期購読率は30%ほど。ヘアサロンや飲食店に設置されていることが多く、購入していなくても目に触れる機会が多い。